# Stolnica Tromsø
Stolnica Tromsø (norveško Tromsø domkirke) je stolnica Norveške cerkve v mestu Tromsø v občini Tromsø v okrožju Troms og Finnmark na Norveškem. Stolnica je cerkev za župnijo Tromsø Domkirkens. Je sedež Tromsø domprosti (naddekanije) in škofije Nord-Hålogaland. Je edina norveška stolnica iz lesa.
Rumeno leseno stolnico je leta 1861 zgradil arhitekt Christian Heinrich Grosch v dolgem cerkvenem formatu in v neogotskem slogu. Cerkveni stolp in glavni vhod sta na zahodni strani. Verjetno je najsevernejša protestantska stolnica na svetu. Z več kot 600 sedeži je ena najpomembnejših lesenih cerkva na Norveškem. Prvotno je imela približno 984 sedežev, vendar so številne klopi in sedeže z leti odstranili, da bi naredili prostor za mize v zadnjem delu cerkve.

## Zgodovina
Struktura je bila dokončana leta 1861 po ustanovitvi škofije leta 1844. Arhitekt je bil Christian Heinrich Grosch. Zgrajena je bila po metodi zobatega sklepa. Stoji sredi mesta Tromsø (na otoku Tromsøya) na mestu, kjer je po vsej verjetnosti cerkev že od 13. stoletja.
Prvo cerkev v Tromsøju je leta 1252 zgradil kralj Haakon IV. Norveški kot kraljevo kapelo. Pripadala je torej kralju, ne katoliški cerkvi. Ta cerkev se v srednjem veku večkrat omenja kot Sv. Marija pri poganih (Sanctae Mariae juxta Pagano).
O prejšnjih cerkvah na tem mestu ni veliko znanega, znano pa je, da so leta 1711 na tem mestu zgradili novo cerkev. Ta cerkev je bila zamenjana leta 1803. To cerkev so leta 1860 preselili iz mesta, da bi naredili prostor za zgradbo sedanje stolnice. Cerkveno poslopje iz leta 1803 so preselili na območje nekaj sto metrov južno od mestne meje. Nato so jo v zgodnjih 1970-ih ponovno preselili na sedanjo lokacijo cerkve Elverhøy, ki je višje na mestnih gričih. Ta cerkev je še vedno tam in vsebuje več umetnin, ki so krasile cerkve v Tromsøju od srednjega veka, med katerimi je najstarejša figura Madone, verjetno iz 15. stoletja.
Današnjo stolnico je 1. decembra 1861 posvetil škof Carl Peter Essendrop. Leta 1862 je bil dokončan zvonik in postavljen zvon. Vse notranje dekoracije in umetnine so bile narejen v 1880-ih. Gradnja stolnice je stala okoli 10.000 speciedalerjev.

## Notranjost
V notranjosti dominira oltar s kopijo slike Vstajenje uglednega umetnika Adolpha Tidemanda. Pod sliko je citat iz Janezovega evangelija. Vitraji na sprednji strani cerkve, ki jih je oblikoval Gustav Vigeland, so bili nameščeni leta 1960.
Orgle je v letih 1860-1863 zgradil izdelovalec orgel Claus Jensen. Glasbilo ima 23 registrov na dveh manualih in pedalu. Leta 2014 je instrument restavriral izdelovalec orgel Br. Torkildsen (Norveška).